# Helsingør
Helsingør (angolul: Elsinore) város Dániában. Világszerte ismert mint Shakespeare Hamlet című drámájának helyszíne.

## Földrajz
Helsingør Sjælland sziget északkeleti partján, az Øresund (a Dániát Svédországtól elválasztó szoros) mellett fekszik.

## Történelem
A város első írásos említése 1241-ből, II. (Győztes) Valdemár király idejéből származik. Első temploma, a Szt. Olai templom is erre az időszakra datálható.
Helsingørt mai formájában VII. Erik alapította, aki 1429-ben bevezette az Øresund-vámot, és felépítette a Krogen-t, amelyet az 1580-as bővítés óta Kronborg-kastélynak neveznek.

## Turizmus
Helsingør főbb nevezetességei:

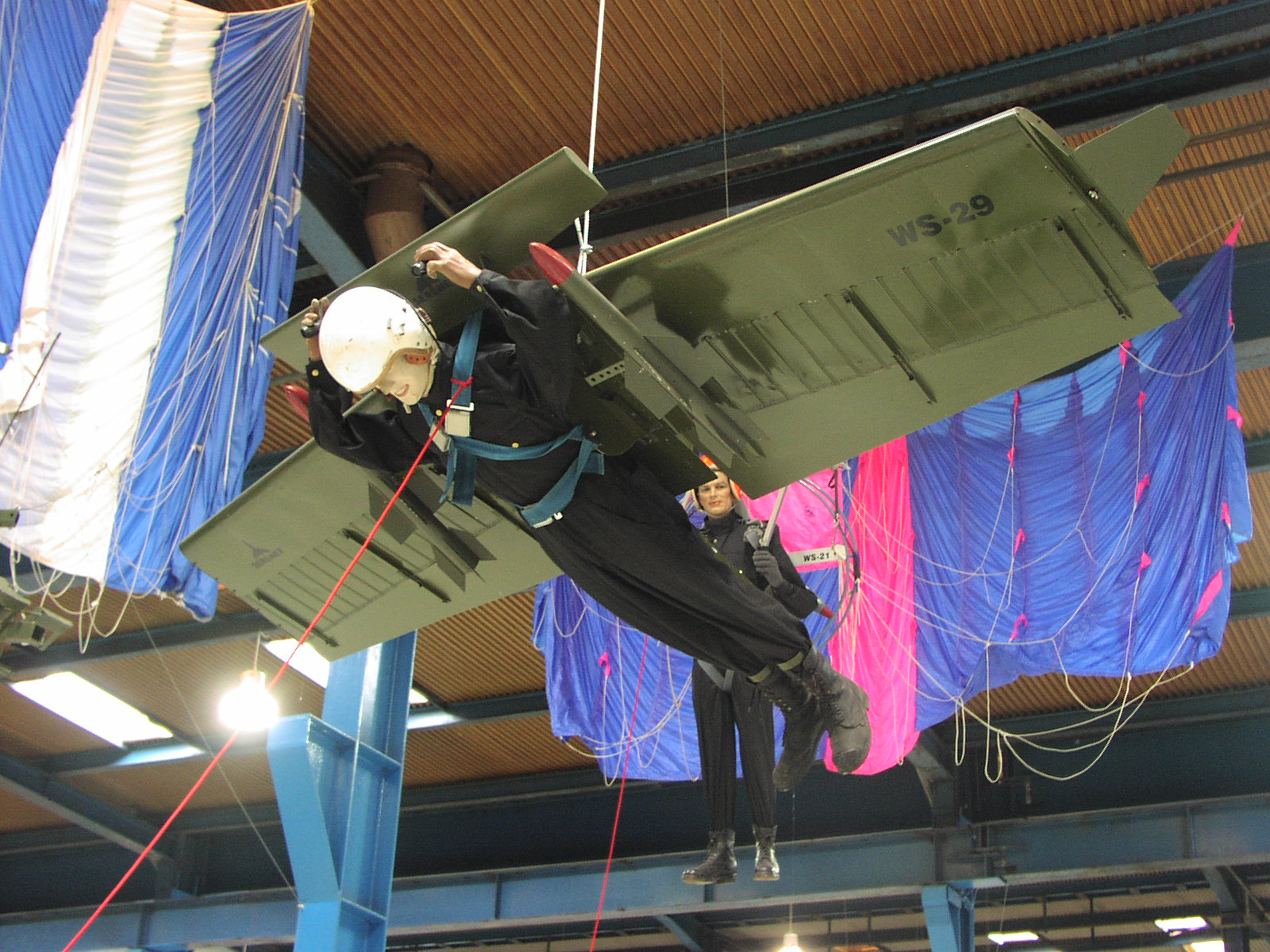
Háti repülőeszköz a Műszaki Múzeumban

- Kronborg-kastély: Shakespeare drámája alapján Hamlet kastélyaként ismert. A színdarabot rendszeresen előadják a szabadtéri színpadon.
- Szent Olaf templom: a templom legrégebbi részei a 13. századból származnak.
- Karmelita kolostor (wd)
- Dán Tengerészeti Múzeum
- Dán Műszaki Múzeum

## Itt született
- Pieter Isaacsz (1569−1625), holland festő
- Bernhard Keil (1624–1687), barokk festő
- Ludvig Lorenz (1829–1891), fizikus
- Edgar Aabye (1865–1941), kötélhúzó és újságíró
- Helle Fagralid (* 1976), színésznő
- Tobias Mikkelsen (* 1986), labdarúgó
- Mikkel Hansen (* 1987), kézilabdázó

## Testvérvárosok
Helsingør testvérvárosai a következők:
| - Harstad, Norvégia - Pärnu, Észtország - Rueil-Malmaison, Franciaország - Sanremo, Olaszország | - Umeå, Svédország - Uummannaq, Grönland - Vaasa (Vasa), Finnország |

Rajtuk kívül szoros kapcsolatban áll az Øresund túlpartján fekvő  Helsingborggal (Svédország).